# Stanley Lane-Poole
Stanley Lane-Poole, född den 18 december 1854, död den 29 december 1931, var en engelsk orientalist, historiker och numismatiker. Han var systerson till Edward William Lane och bror till Reginald Lane Poole.
Lane-Poole var 1874-1892 tjänsteman vid 
myntkabinettet i British Museum och utgav en katalog över denna samlings orientaliska mynt, liksom över kedivens myntsamling (1895-1897); 
dessa kataloger åtnjuter det största anseende, och Lane-Poole betraktades som sin tids främste kännare av österländska mynt och av de muslimska dynastierna. Han besökte 1886 även Stockholm för myntstudier. Utom ovannämnda kataloger gav han bland annat ut Histories of the Moors in Spain (1887; 7:e upplagan 1904), Turkey (1888; 5:e upplagan 1909), The mohammedan dynasties (1893), Mediaeval India (1877) samt flera biografier, däribland en över Edward William Lane.